# 코미우스

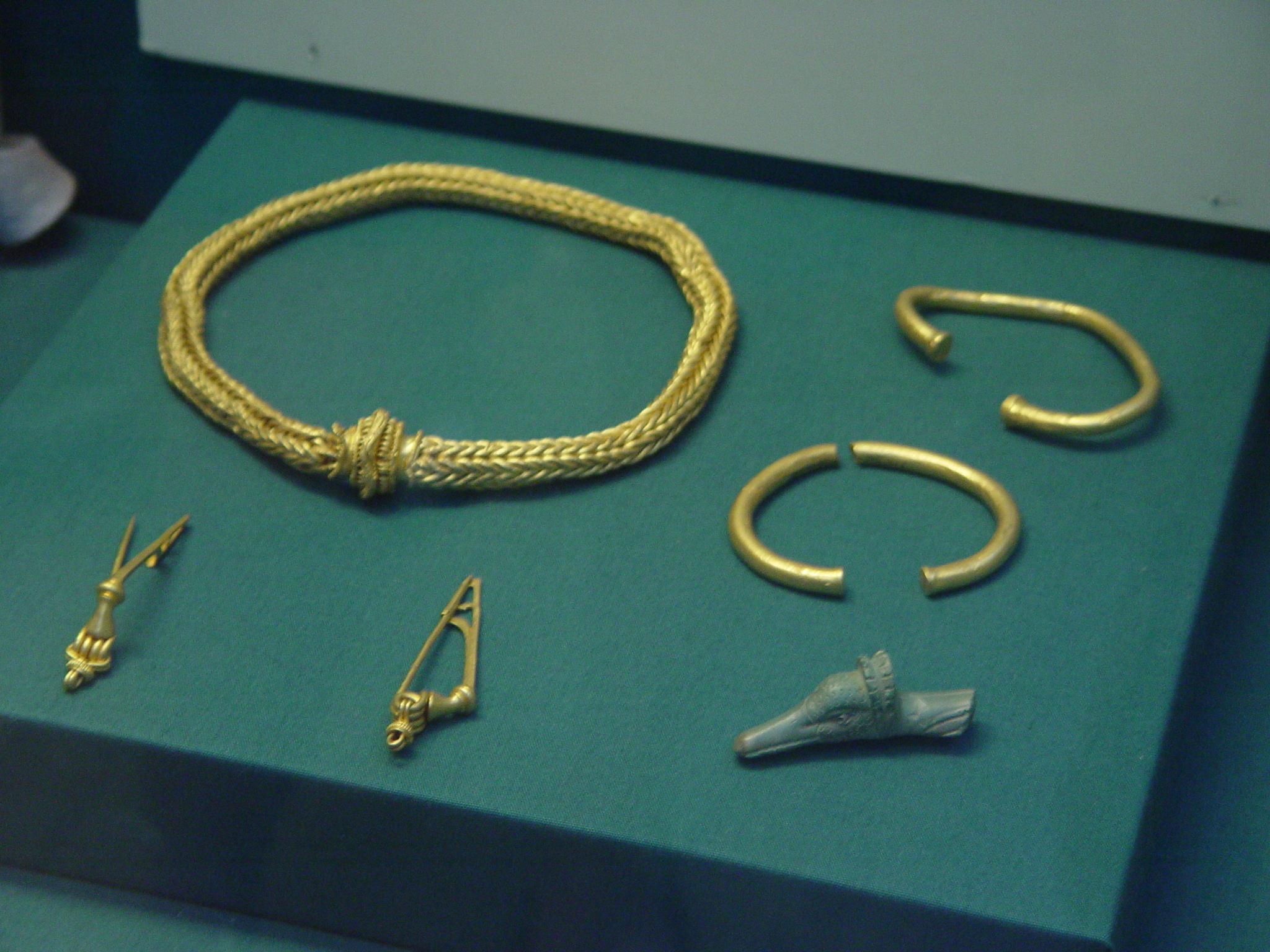
윈체스터 비장품(기원전 50년경). 당대에 외교적 선물로 사용된 이 보물들은 아마도 아트레바트족의 코미우스와 관련이 있을 것이다.

코미우스(Comius)는 벨가이족의 한 갈래로 기원전 1세기 무렵 갈리아에서 브리타니아에 걸쳐 살던 아트레바트족의 왕이었다.

## 카이사르의 동맹
율리우스 카이사르는 기원전 57년 갈리아에서 아트레바트족을 정복하고, 《갈리아 전기》에 밝힌 것과 같이 코미우스를 왕으로 임명하였다. 카이사르는 기원전 55년 브리튼섬을 침공하기에 앞서 코미우스를 사절로 파견하여 저항하지 말도록 설득하게 하였다. 그러나 코미우스는 브리튼섬에 도착하자마자 체포되어 카이사르의 상륙을 막을 인질이 되었다. 한편 코미우스는 자신의 부족에서 얼마 간의 기병을 모아 카이사르의 브리튼섬 칭공을 돕도록 하였다. 카이사르가 두 번째 침공을 벌일 때에는 브리튼인의 지도자 카시벨라우누스가 항복하도록 협상을 하는 역할을 맡았다. 기원전 54년 갈리아에서는 반란이 일어났지만 코미우스는 종속국의 왕으로서 카이사르에 대한 충성을 유지하였다. 카이사르는 그 댓가로 아트레바트가 걷어들인 세금을 로마에 바치지 않고 독자적으로 사용할 수 있도록 하였고 코미우스에게 벨가이족의 또 다른 지파였던 모리니족의 통치를 위임하였다.
그러나 카이사르의 죽음 이후 아울루스 히르티우스에 의해 쓰여진 《갈리아 전기》의 최종본은 코미우스의 충성이 끝까지 유지되지는 않았다고 적고 있다. 카이사르가 갈리아 키살피나에 있던 기원전 53년 레가투스였던 티투스 라비에누스는 코미우스가 갈리아의 다른 부족들과 내통하여 로마에 대항하고 있다고 믿었다. 라비에누스는 호민관인 가이우스 볼루세누스 콰드라투스를 켄투리오 몇 명과 함께 파견하여 코미우스에게 해명을 요구하기 위해 체포하라고 지시하였다. 코미우스는 체포를 피해 달아나다 머리에 부상을 당했다. 그 이후 코미우스는 다시는 로마와 협력하지 않겠다고 맹세했다.

## 카이사르의 적
기원전 52년 아트레바트족은 베르킨게토릭스가 이끄는 갈리아 총궐기에 합류했으며, 알레시아 전투의 지휘자 가운데 한 명으로 참전했다. 베르킨게토릭스가 패배한 뒤 코미우스는 500 명의 게르만인을 이끌고 벨로바키족의 반란에 가담하였으나 이 또한 패배하였다. 코미우스는 게르만인들과 함께 도망쳤다.
기원전 51년 그는 적은 수의 기병을 이끌고 게릴라전을 위해 고향으로 돌아왔다. 그해 겨울 당시 군단장이었던 마르쿠스 안토니우스는 볼루세누스에게 기병을 주며 맞서라 명령했고 볼루세누스는 코미우스의 기병을 맞아 승리했지만 허벅지를 창에 찔리고 말았다. 코미우스는 도망친 뒤 중개인을 내세워 화친을 청해왔다. 코미우스는 자신이 고향에 머무를 수 있다면 다시는 카이사르에 대적하지 않을 것이며 그 증거로 인질을 제공하겠다고 제안하였다. 안토니우스는 코미우스의 제안을 받아들였다.
기원후 1 세기에 쓰여진 섹스투스 율리우스 프론티누스의 《전략》(Strategemata)는 코미우스가 추종자들을 이끌고 브리튼섬으로 도망쳤으며 카이사르가 추격하였으나 마침 영국해협이 썰물 때여서 코미우스를 따라잡을 수 없었다고 서술하고 있다.
프론티누스의 설명은 안토니우스와 코미우스의 화친이 결렬되었다는 것을 암시한다. 그러나 후대의 사학자 존 크라이튼은 아마도 안토니우스와의 화친 조건 가운데 하나에 따라 코미우스가 브리튼섬으로 이주하였을 것이라고 추측한다. 프론티누스의 서술은 그가 브리트니아의 총독으로 부임하였을 때 현지에서 전해들은 이야기여서 부정확할 것이라는 것이다. 크라이튼은 브리튼 이주 후 코미우스가 카이사르에 의해 다시 왕으로 임명되었고 폼페이우스와 카이사르가 벌인 내전에서 카이사르를 지지하여 관계를 회복하였다고 말했다.
로마의 갈리아 정복 이후 주조된 갈리아의 화폐에는 코미우스의 이름이 새겨진 것이 있다. 이는 코미우스가 갈리아를 비운 뒤에도 어느 정도 영향력을 유지하고 있었음을 시사한다. 아마도 코미우스의 섭정이 갈리아를 통치하였을 수 있다. 코미우스 주화가 발행된 시기에는 가르마노스와 카르시키오스 이름의 주화도 만들어졌는데 이 둘은 아마도 코미우스의 아들일 수 있다.

## 브리튼섬의 왕
코미우스는 기원전 30년 무렵 브리튼섬에 사는 아트레바트족의 왕으로 즉위하였고 그들의 수도인 칼레바 아트레바툼(오늘날의 실체스터)에서 자신의 이름을 세긴 동전을 발행하였다. 카이사르가 브리튼섬을 침공하였던 기원전 55년 기병을 데려 올 수 없었던 카이사르가 이미 브리튼섬에 살던 아트레바트족으로부터  약간의 기병을 차출하였다고 하는 것으로 보아 코미우스가 왕에 오르기 전 이미 그곳에 아트레바트족의 정착지가 형성되어 있었음을 알 수 있다. 코미우스의 이름이 세겨진 동전은 기원전 20년까지도 발행되었는데 어떤 동전에는 "COM COMMIOS"라고 세겨져 있는 것으로 보아 코미우스의 아들인 코미우스도 주화를 발행한 것으로 해석된다.
코미우스의 후계는 그의 아들들인 틴코마루스, 에필루스, 베리카 등이 이었고 이들 역시 자신의 이름을 딴 주화를 발행하였다. 틴코마루는 기원전 25년 무렵부터 코미우스와 공동으로 통치한 것으로 보인다. 코미우스가 죽은 뒤 틴코마루스는 영지의 북쪽을, 에필루스는 오늘날 치체스터에 해당하는 영지의 남쪽을 통치하고, 기원후 7년 에필루스가 단독의 통치자가 되었다. 베리카는 기원후 15년 무렵 왕위를 이어받아 통치를 시작하였으나 기원후 43년 로마의 침공으로 왕국이 정복되었다.

## 이름
코미우스(Commius)라는 이름은 브리튼어의 콤비오스(Combios)를 라틴어화 한 것으로 어원이 되는 켈트어 동사 콤· 비나티(kom · binati)는 잘라내다, 때리다, 죽이다와 같은 뜻을 담고 있다.웨일스어의 키뮈누(cymynu), 고대 아일랜드어의 콤벤(com · ben )과 상응하는 것으로 추정된다.

## 대중 문화와 소설
프랑스의 노벨상 수상자 아나톨 프랑스는 코미우스의 관점에서 벨가이 갈리아의 로마화에 대한 단편 소설을 쓰면서 그의 이름을 게르만식인 콤(Komm)으로 바꾸었다. 소설 《아트레바트의 콤》은 프랑스의 역사 소설 컬렉션인 클리오에 실려 있으며 영어로 번역된 온라인판이 공개되어 있다.
코미우스는 2001년 프랑스 영화 《베르킨게토릭스》의 등장 인물 가운데 하나이다.